# La Avispa (revista)
La Avispa fue un semanario satírico ilustrado editado en la ciudad española de Madrid entre 1883 y 1891.

## Historia
Se habría comenzado a publicar hacia 1883, vinculada a la sátira de carácter político y con contenido anticlerical, en la revista colaboraron caricaturistas como Pablo Parellada (Melitón González) o Joaquín Moya, que precisamente se daría a conocer en la publicación. En la Hemeroteca Digital de la Biblioteca Nacional de España se conservan ejemplares hasta el 17 de junio de 1891.

## Bibliografía

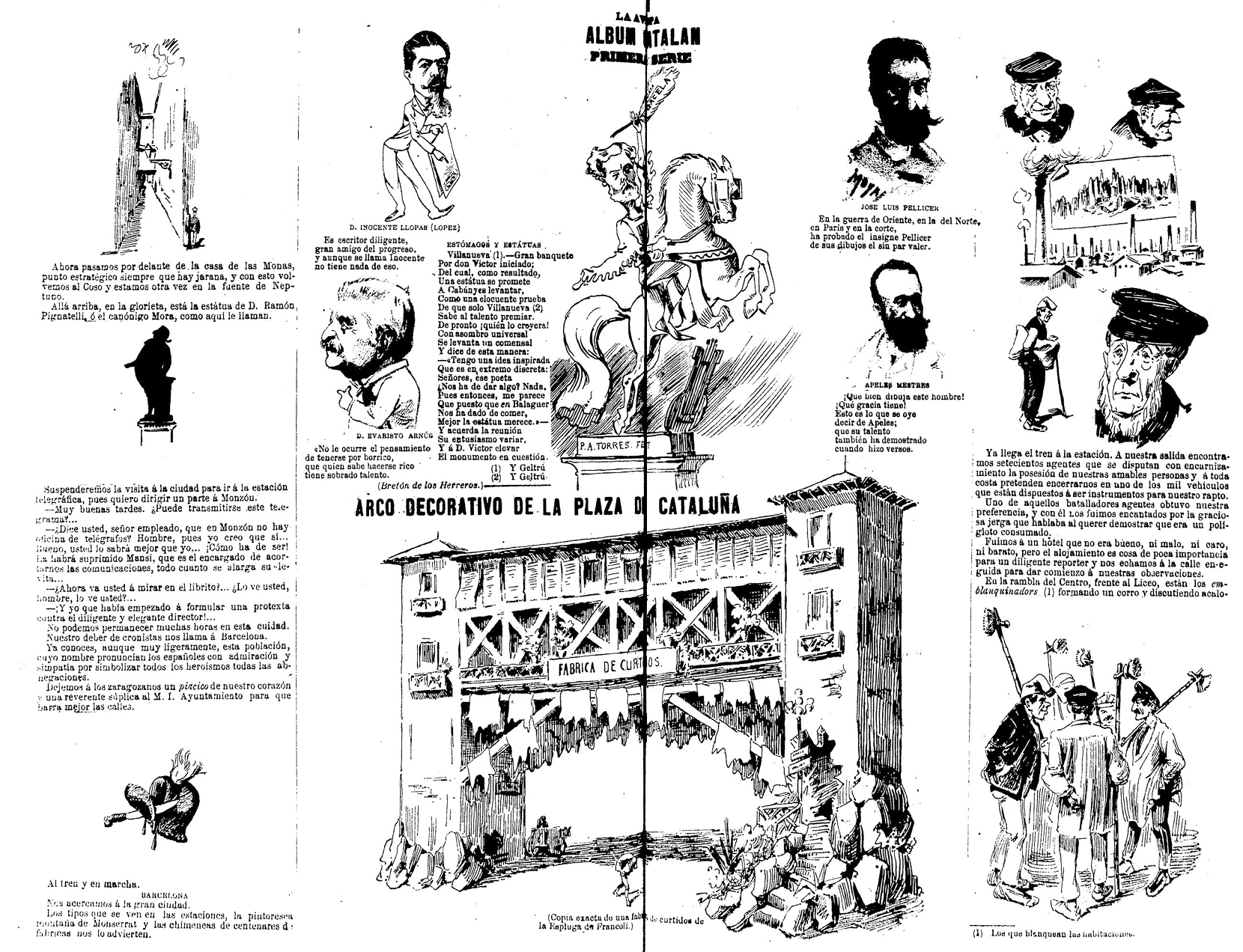
Páginas interiores de un número de la revista, del 23 de agosto de 1888.